# Claude Garamond

La paraula Garamond en Adobe Garamond Pro

Claude Garamond (París, 1490 - 1561) va ser un tipògraf, impressor i gravador de matrius francès. La seva obra tipogràfica es considera clàssica dins de l'estil antic i d'inspiració per a composicions modernes.

## Trajectòria
El 1510 va començar el seu aprenentatge amb el tipògraf i impressor Antoine Augereau. Durant la primera meitat del segle xvi els impressors compartien totes les instàncies en l'elaboració d'un llibre des del disseny tipogràfic fins a l'enquadernació. Claude Garamond va ser el primer que es va especialitzar en el disseny, gravat i foneria de tipus com a servei a altres impressors ajudat pel seu aprenent Jacques Sabon. Les referències tipogràfiques de Garamond inclouen els treballs de Conrad Sweynheym, Arnold Pannartz, Erhard Ratdolt, Nicolas Jenson, Aldo Manuzio, Francesco Griffo, Henri, Robert, Ludovicio degli Arrighi de Venècia, Giovani Antonio Tagliente i Giovanbattista Palatino, una llista eclèctica d'experts coneguts per la seva excel·lència tipogràfica. A finals del 1520 Garamond va ser comissionat per subministrar els seus tipus al famós impressor escolar Robert Estienne.
La seva primera font romana va ser utilitzada l'any 1530 per a l'edició de Peraphasis in Elegantiarum Libros Laurentii Vallae Erasmus, amb un disseny inspirat en la romana de Nicolas Jenson i la romana de Francesco Griffo utilitzada per a l'edició de De Aetna del cardenal Pietro Bembo que va ser publicat per Aldo Manuzio. Després d'una dècada en la qual els tipus de Garamond van obtenir un gran èxit, el rei Francesc I de França li va demanar la creació d'un tipus grec que més tard es coneixeria com a Grecs du Roi i que fou creat a partir dels dibuixos d'Angelos Vergetios. Els tipus grecs de Garamond van ser utilitzats per a l'edició exclusiva de l'Alphabtum Graecum publicat per Estienne. Els tres jocs de punxons originals d'aquest tipus es conserven a l'Imprimerie Nationale a París.
El 1545 Garamond es va convertir en el seu propi editor presentant els seus tipus incloent una nova cursiva. El primer llibre que va publicar fou Pia et religiosa Meditatio de David Chambellan. El seu estil per a l'edició de llibres fixa les seves arrels en els treballs dels impressors venecians que tenien com a destinataris als integrants de les classes altes. Admira i copia els treballs d'Aldus Manutius insistint en la claredat en el disseny, marges generosos, qualitat en la composició del paper i en la impressió, tot això acompanyat per una magnífica enquadernació (els seus llibres eren impresos amb tinta i paper de la millor qualitat i les seves pàgines cosides amb gran precisió accentuant la seva qualitat amb capçades en ambdós extrems del llom i papers fins imitant el marbre a les guardes, el cuir per a l'enquadernació provenia del Marroc i finalment era rematat amb unes estampes d'or per als títols.)

## El mestre
París, nit de Nadal de l'any 1534, normalment temps de pau i felicitat. No obstant, Claude Garamond de 35 anys viu un moment molt trist, perquè el seu mestre Antoine Augereau és cremat a la foguera junt amb els seus llibres. És l'època del renaixement francès, predominen la literatura, llibres, l'humanisme; la bíblia es publica en francès. Es manifesta la reforma amb cartells contra la missa, les tesis de Luther apareixen, es veuen venir grans enfrontaments amb el clergat. Antoine Augereau va ser cremat perquè va publicar pamflets contra l'església catòlica. Tot i això va treballar per ordre de Margarida de Navarra, germana del rei i partidària activa de Luther. Els grans teòlegs no s'atreviren a actuar contra ella. Antoine Augereau era un tipògraf i editor del nou moviment de París. Opinava que les noves tendències necessitaven noves tipografies. El seu aprenent, Claude Garamond, es va convertir en el seu creador de tipografies. El 1530 va desenvolupar el tipus “Cícer” per a la impremta Robert Estienne, que va rebre gran admiració. Gairebé 100 anys més tard, durant el 1620, el suís Jean Jannon va publicar aquest tipus denominant-lo “Garamond” i aconseguí un èxit mundial.

Adobe Garamond

## Llegat
Després de la seva mort, el 1561, els seus béns se subhasten, i part d'aquests foren comprats per Christophe Plantin, André Wechel que fou qui executà el testament, Conrad Berner de la foneria Egenolff de Frankfurt i Guillaume Le Bé un tipògraf i impressor de París. El 1592 Berner publica un catàleg que és la impressió més fiable dels dissenys originals de Garamond, convertint-los en la principal referència per a molts dissenyadors fins a quatre segles més tard. A principis del segle XX la recerca de nous tipus per part de les diferents foneries porta a un “revival” dels tipus de Garamond que fa que es posin en circulació fonts basades en aquests tipus, tot i que algunes amb més fortuna que d'altres. Considerant l'exactitud històrica de la font, el clar guanyador és la creada per la foneria Stempel el 1924 amb les seves romanes i cursives basades en els dibuixos originals de Garamond. En el cas d'Adobe Garamond, dissenyada per Robert Slimbach, les romanes estan basades en els punxons de Garamond del Museu Plantin-Moretus, mentre que les cursives deriven dels tipus de Robert Granjon que era un jove gravador contemporani de Garamond. Altres fonts que també s'anomenen Garamond estan basades en els tipus dissenyats per un altre tipògraf francès anomenat Jean Jannon que va néixer 19 anys més tard de la mort de Garamond.
Els tipus dissenyats durant el segle xv fins a l'última dècada del segle xvii se'ls anomena Garaldes (derivat de Garamond i Aldus)segons la classificació tipogràfica realitzada per Maximilien Vox l'any 1954, que va fer servir un sistema de classificació biològic, el qual busca les semblances entre fonts i les agrupa segons la similitud. La tipografia Garamond es troba dins el grup de "Clàssiques o històriques" juntament amb les humanes.

## Tipografia Garamond
Garamond va ser el primer a utilitzar simultàniament rodones i cursives. Les tipografies Garamond actuals són molt variades, donat que fins no fa molt no s'han identificat els tipus originals - actualment conservats al museu Plantin-Moretus -, de tal manera que eren dissenyats basant-se en els caràcters impresos pels seus seguidors.
Tota la família de caràcters presenta algunes característiques comuns: la llargària de les ascendents i les descendents, l'asimetria de les serifes superiors de la T, l'ull de la P obert, l'absència de serifes en les lletres C i S, o el fet que en la cursiva les majúscules estan menys inclinades que les minúscules.

## Garamond digital
D'entre tots els tipus digitalitzats de Garamond, es considera el d'Adobe com un dels millors. Després d'investigar en el museu Plantin-Moretus a Antwerpen, Bèlgica, Robert Slimbach finalment va utilitzar com a model una mostra de “Egenolff-Bernger” de l'any 1592. Va repassar l'original per a donar-li més vitalitat. Gràcies al seu viatge d'estudis tenim avui en dia una gran varietat també de tipus d'ornaments, adorns i capitulars.